# Юханссон, Арон
Арон Юханссон (швед. Aron Johansson; 11 января 1860, Рюссбю, Крунуберг, Швеция — 2 апреля 1936, Стокгольм, Швеция) — шведский архитектор.
Учился в Техническом университете Чалмерса (1876—1880) и Королевской академии свободных искусств (1881—1884), затем в течение пяти лет стажировался в Германии, Франции, Италии и Испании. По возвращении в Швецию некоторое время был помощником Хельго Зеттерваля.
Наиболее известная работа Юханссона — здание Парламента Швеции. Он начал проектировать его в 1894 году, строительство началось тремя годами позже и к 1905 году было завершено. Годом позже закончилось сооружение Национального банка, расположенного по соседству и составляющего со зданием парламента единый ансамбль. В дальнейшем построил ряд банковских зданий в Стокгольме, Евле, Лулео, Эребру, Кальмаре, Карлстаде.